# Marthe Robert
Marthe Robert (* 9. Februar 1888 in Le Locle; † 21. April 1973) war eine Schweizer Pionierin im Frauenschwimmsport Anfang des 20. Jahrhunderts. Sie war Langstreckenschwimmerin und durchschwamm als erste Frau 1904 den Neuenburgersee. Zusammen mit ihrer Schwester Cécile Robert (1884–1976) erlangte sie zu ihrer Zeit Berühmtheit.

## Biographie
Marthe Robert wurde 1888 als Tochter des Bademeisters Henri Robert geboren. Ihre Mutter hatte für die damalige Zeit avantgardistische Überzeugungen und setzte sich seit 1870 für den Sozialismus und Feminismus ein. Die Familie lebte in der Westschweiz am Neuenburgersee.
Zumindest bis in die 1910er Jahre arbeiteten Marthe und ihre Schwester Cécile als Uhrmacherinnen. Im Oktober 1920 wanderte Marthe Robert nach Nordamerika aus, um in New York, Virginia und Florida als medizinische Masseurin zu arbeiten. 1951 kehrte sie in die Schweiz in die Nähe des Neuenburgersees zurück, den sie als «ihren grossen Freund» bezeichnete. Dort badete sie noch zwanzig Jahre lang bis zu ihrem Tod 1973 jeden Tag. Robert blieb unverheiratet und lebte bis an ihr Lebensende mit ihrer Cousine zusammen.

## Karriere
Bereits mit fünf Jahren begann Robert mit dem Schwimmsport. Ihr Vater war ihr Trainer, ihre ältere Schwester Cécile ihre Trainingspartnerin. Die Mädchen trainierten das ganze Jahr über, auch im Winter. Um sich vor dem kalten Wasser aufzuwärmen, begannen sie ihr Training mit einem 100-Meter-Sprint. Marthe bevorzugte das heute selten praktizierte Seitenschwimmen.

### Schweizer Wettkämpfe
Bereits mit 16 Jahren, am 21. August 1904, startete Robert als erste Frau bei einem Wettkampf im Neuenburgersee über eine Distanz von 7,6 km, die sie in 3 Stunden 40 Minuten absolvierte.

«Ich habe mich ohne jegliche Vorbereitung auf den Weg gemacht. Ich habe es für mich getan. Ich wollte sehen, ob es möglich ist. Es ging nicht darum, von mir reden zu machen.»

Nur ein Jahr später gewann sie den gleichen Wettkampf trotz widriger Bedingungen in 2 Stunden 50 Minuten. Sie war schneller als der Maler Philipp Ritter, der ebenfalls am Wettkampf teilnahm. 15 Männer gaben auf.

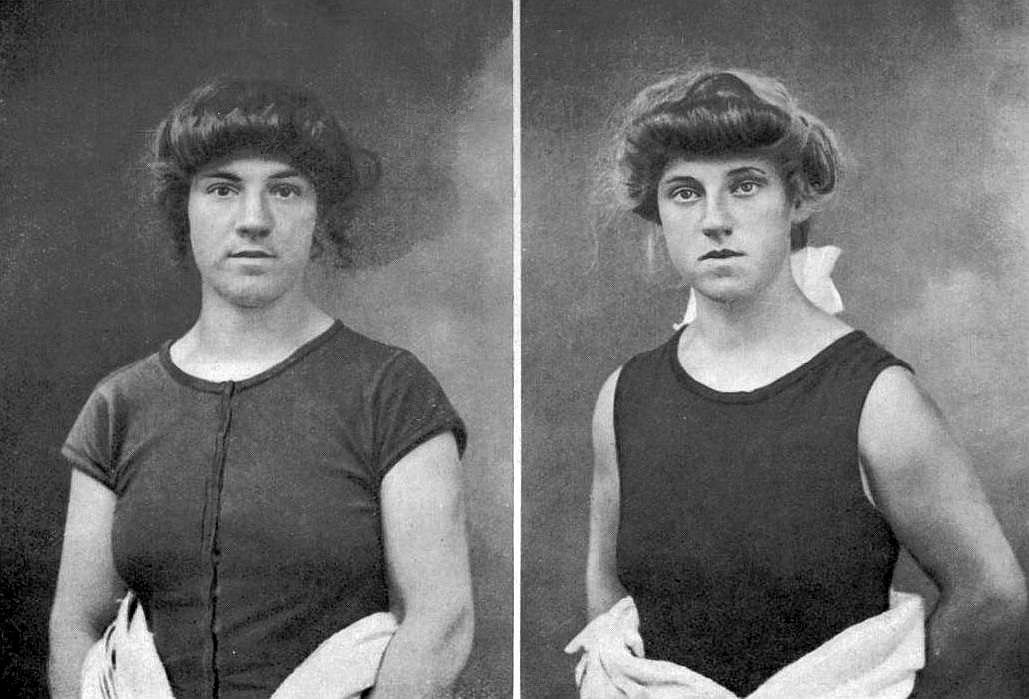
Marthe (links) und Cécile Robert, 1906

Am 26. August 1906 nahm Robert erneut an der Durchquerung des Neuenburgersees teil. Aufgrund eines Sturms waren die Schwestern Robert die einzigen von 14 Teilnehmenden, die den Wettkampf beendeten. Marthe gewann vor Cécile in 3 Stunden, 14 Minuten und 45 Sekunden.
Im September 1906 forderte sie zudem den Schweizer Schwimmer Müller (Vorname hier nicht bekannt) zu einem Wettkampf heraus. Start: der Hafen Neuenburg, Ziel: Serrières, die Strecke war etwas länger als 2 km. Marthe Robert gewann in 38 Minuten 20 Sekunden und war damit 51 Sekunden schneller als Müller.
Im November 1906 durchquerten Marthe und Cécile Robert den Murtensee bei 10 Grad Celsius in 1 Stunde 3 Minuten.
Am 6. Dezember 1908 durchschwamm sie den Hafen von Genf.

### Internationale Wettkämpfe
Am 29. Juli 1906 nahm Robert am Freiwasserschwimmwettbewerb „Quer durch Paris“ („Traversée de Paris à la nage“) über 11,6 km auf der Seine teil, der 1906 erst zum zweiten Mal stattfand. Sie gewann den Amateurwettbewerb in der Frauenwertung vor ihrer Schwester Cécile Robert und der Französin Marie Marvingt und wurde mit einer Zeit von 3 Stunden, 20 Minuten und 1 Sekunde Zehnte im Gesamtklassement der Amateure.
In den Jahren 1907 (Zeit 3 Stunden, 24 Minuten und 24 Sekunden), 1909 (3 Stunden und 17 Minuten) und 1913 (2 Stunden, 24 Minuten und 40 Sekunden) nahm Marthe Robert nochmals am Freiwasserschwimmwettbewerb in Paris auf der Seine teil. Im Jahr 1907 erreichte sie eine Zeit von 3 Stunden, 24 Minuten und 24 Sekunden und belegte damit vor ihrer Schwester, die 3 Stunden und 52 Minuten benötigte, den vorletzten Platz unter 17 Athleten, die das Ziel erreichten; gestartet waren ursprünglich 26. Mit ihrer Zeit kam sie derjenigen der besten Berufsschwimmerin des Wettbewerbs, einer Miss Johnson aus England, die die Strecke in 3 Stunden, 10 Minuten und 4 Sekunden schwamm, bereits sehr nahe. 1909 wurde sie Dritte von insgesamt 13 Teilnehmern. Im Jahr 1913 erreichte sie mit einer Zeit von 2 Stunden, 24 Minuten und 40 Sekunden den zehnten Gesamtrang und erzielte damit die beste Zeit unter den Frauen.
Im Jahr 1908 wurde in den zeitgenössischen Zeitungen über eine geplante Durchquerung des Ärmelkanals Roberts berichtet. Robert galt, neben Ethel Shipley und Lily Smith (beide aus England), als eine der wenigen Schwimmerinnen ihrer Zeit, die 40 Kilometer in acht Stunden zurücklegen konnten und damit zu den fähigsten Kandidatinnen für eine Ärmelkanaldurchquerung zählten.

## Ehrungen
Zu ihren Ehren findet seit 2021 der Schwimmwettkampf La Traversée Marthe Robert statt, der über sieben Kilometer vom Hafen von Cudrefin zum Strand des Neuenburger Ortsteils Monruz führt.
In Neuenburg ist Marthe Robert am Hafen auf einer der alten Fischerhütten ein Wandbild gewidmet. Eine Infotafel informiert über ihre Durchquerung des Neuenburgersees im Jahr 1904.